# Roland Assinger
Roland Assinger (* 9. Mai 1973 in Hermagor, Kärnten) ist ein ehemaliger österreichischer Skirennläufer und heutiger Trainer. Aktuell ist er Rennsportleiter der Damenmannschaft im Österreichischen Skiverband (ÖSV). Als aktiver Rennläufer war er auf die schnellen Disziplinen Abfahrt und Super-G spezialisiert und erreichte im Weltcup einen Podestplatz sowie mehrere Top-10-Ergebnisse. Sein älterer Bruder Armin Assinger war ebenfalls Skirennläufer und ist heute als Fernsehmoderator sowie als Co-Kommentator und Experte bei Skirennen im ORF tätig.

## Karriere
Assinger wurde 1994 in den Nationalkader des Österreichischen Skiverbandes (ÖSV) aufgenommen. Im Europacup erzielte er in der Saison 1994/95 den zweiten Platz in der Abfahrt von Saalbach-Hinterglemm. Mit weiteren zwei Top-10-Resultaten erreichte er mit einem Punkt Vorsprung auf seinen Landsmann Rainer Salzgeber und den Russen Andrei Filitschkin den zweiten Platz in der Abfahrtswertung. Am Ende des Winters hatte er in der Abfahrt von Bormio seinen ersten Einsatz im Weltcup. Dieses Rennen beendete er an 21. Stelle.
In der ersten Weltcupabfahrt der Saison 1995/96 fuhr Assinger in Vail bereits auf Rang sechs. Eine Woche danach (9. Dezember 1995) erreichte er in der in zwei Durchgängen ausgetragenen Sprint-Abfahrt von Val-d’Isère mit einem Rückstand von nur vier Hundertstelsekunden auf den Sieger Luc Alphand den zweiten Platz. Allerdings konnte er im Rest der Saison und auch in seiner weiteren Karriere diese Leistungen nicht mehr wiederholen, sie blieben seine besten Weltcupresultate. In den Abfahrten von Bormio und Kvitfjell wurde er in diesem Winter noch zweimal Zehnter und damit im Abfahrtsweltcup Vierzehnter, in allen anderen Weltcuprennen der Saison kam er aber nicht unter die besten 30. Im Europacup bestritt er in diesem Winter nur zwei Super-Gs, die er an fünfter bzw. sechster Position beendete. In der Saison 1996/97 erzielte Assinger zwar konstante Leistungen, blieb aber ohne Spitzenresultat. In zehn von elf Weltcupabfahrten fuhr er in die Punkteränge, davon siebenmal unter den schnellsten 20. Sein bestes Resultat war Platz 13 in der ersten Abfahrt von Gröden. Im Europacup gelangen ihm Anfang Februar zwei Siege in den beiden Abfahrten von La Thuile.
Zu Beginn der Weltcupsaison 1997/98 schaffte Assinger wieder vier Top-10-Platzierungen in Folge: In den beiden Abfahrten von Beaver Creek wurde er Fünfter und Siebenter und in den beiden Abfahrten von Bormio kam er jeweils auf Platz acht. Am 23. Jänner 1998 erlitt er jedoch bei einem Sturz auf der Streif eine schwere Schulterverletzung, weshalb er die Saison vorzeitig beenden musste. Nachdem er in den letzten beiden Jahren nicht bei den Weltmeisterschaften dabei gewesen war, verhinderte diese Verletzung nun auch eine mögliche Teilnahme an den Olympischen Spielen in Nagano. Im nächsten Winter musste Assinger zunächst wieder im Europacup starten. Die besten Saisonresultate erzielte er in Zauchensee mit Platz zwei im Super-G und Rang sechs in der Abfahrt. Im Jänner und März 1999 nahm er auch wieder an drei Weltcupabfahrten teil, kam dabei aber nicht über Platz 21 hinaus. Daher musste er auch im Winter 1999/2000 versuchen, über den Europacup einen Weltcup-Fixstartplatz zu erhalten. Im Europacup zeigte er konstante Leistungen, kam zweimal auf das Podest und weitere siebenmal unter die schnellsten zehn. In der Gesamtwertung erreichte er Platz acht, im Super-G Rang sieben und in der Abfahrt Platz fünf. Den angestrebten Fixstartplatz im Weltcup verfehlte er damit aber. In seinen vier Weltcupabfahrten in diesem Winter gelangen ihm mit Platz acht in Kitzbühel und Rang zwölf in Gröden zwei gute Platzierungen.
Auch in der Saison 2000/01 erzielte Assinger im Europacup gute Leistungen. Er wurde jeweils Zweiter in den Abfahrten von St. Moritz und Sestriere sowie Dritter in der Abfahrt von Zauchensee. Mit dem vierten Platz im Abfahrtsklassement verfehlte er aber wieder knapp einen Weltcup-Fixstartplatz. Bei seinem einzigen Weltcupeinsatz der Saison 2000/01 in der Abfahrt von Garmisch-Partenkirchen kam er nur auf Platz 33. Schließlich verlor er nach dem Winter seinen Platz im ÖSV-Kader und er musste auf eigene Kosten weiter trainieren. Im August 2001 zog er sich aber beim Abfahrtstraining in Zermatt einen Kreuzbandriss zu (außerdem wurden Meniskus und Kapsel beschädigt – vorerst schien das Karriereende gegeben zu sein), weshalb er fast im gesamten nächsten Winter keine Rennen bestreiten konnte. In der Saison 2002/03 kehrte Assinger wieder in den Europacup zurück, wo er noch einige gute Resultate, unter anderem den zweiten und vierten Platz in den Abfahrten von Laax, erzielte. In der Abfahrtswertung kam er auf den fünften Gesamtrang. Das reichte aber nicht für eine Rückkehr in den Weltcup, denn nur die ersten drei erhalten einen Fixstartplatz für die nächste Saison. Nach dem Winter 2002/03 beendete Assinger seine aktive Karriere.
Von 2005 bis 2006 war Assinger, der eine Ausbildung zum staatlich geprüften Ski-Alpin-Trainer absolvierte, Nationaltrainer des Senegal. In dieser Funktion betreute er den in Österreich lebenden Leyti Seck, dessen Vater aus dem Senegal stammt und der 2003 erstmals an einer Weltmeisterschaft teilgenommen hatte. Ab 2008 war Assinger Trainer und Konditionstrainer der Europacup-Herren im Österreichischen Skiverband, ab 2012 Europacuptrainer und ab 2013 Weltcuptrainer der ÖSV-Damen. Im April 2014 stieg Assinger zum Damen-Gruppentrainer der Trainingsgruppe „Weltcup Speed I“ und damit de facto zum Speed-Cheftrainer der österreichischen Damen-Weltcupmannschaft auf, diesen Posten hatte er bis 15. Mai 2020. Mit 1. April 2023 wurde er Damen-Cheftrainer im ÖSV, nachdem diese Funktion zuvor Thomas Trinker innehatte.

## Erfolge

### Weltcup
- Ein Podestplatz und weitere acht Top-10-Platzierungen

### Europacup
- Saison 1994/95: 2. Abfahrt
- Saison 1996/97: 10. Abfahrt
- Saison 1998/99: 5. Super-G, 8. Abfahrt
- Saison 1999/00: 8. Gesamtwertung, 5. Abfahrt, 7. Super-G
- Saison 2000/01: 4. Abfahrt
- Saison 2002/03: 5. Abfahrt
- Zwei Siege (beide Abfahrten in La Thuile im Februar 1997) und weitere acht Podestplätze